# Guy Debord
Guy-Ernest Debord (Parigi, 28 dicembre 1931 – Bellevue-la-Montagne, 30 novembre 1994) è stato un filosofo, sociologo, scrittore e cineasta francese, tra i fondatori dell'Internazionale Lettrista e dell'Internazionale Situazionista.

## Biografia
Nacque a Parigi nel 1931 e all'età di quattro anni rimase orfano di padre. Studiò a Cannes e all'età di diciotto anni ritornò a Parigi, dove scoprì il surrealismo e le avanguardie artistiche e letterarie. Si unì al gruppo di Isidore Isou. Nel 1952 l'ala radicale del lettrismo si staccò dalle posizioni del suo fondatore Isou e Debord dette vita all'Internazionale Lettrista.
Nell'aprile del 1957, a Cosio D'Arroscia (IM), Debord partecipò alla fondazione dell'Internazionale Situazionista, che univa una serie di movimenti artistici europei in una critica radicale della società capitalistica e dell'industria culturale. Gli strumenti individuati per superare l'arte borghese erano quelli della psicogeografia, dell'urbanismo unitario e del détournement.
Nel 1967 scrisse il suo saggio più celebre, La società dello spettacolo, che denunciava profeticamente il potere di controllo esercitato dai mezzi di comunicazione di massa e la trasformazione dei lavoratori in consumatori nel sistema economico capitalista.
Tra il 1952 e il 1978 Debord diresse tre lungometraggi e tre cortometraggi; viaggiò molto e visitò spesso l'Italia, in particolare durante gli anni di piombo, e nel 1977 ne venne espulso con l'accusa di fomentare la violenza.
Morì suicida nel 1994 nella sua casa di Champot-Bas, una località dell'Alta Loira, con un colpo di pistola al cuore.

## Pensiero
Il pensiero di Debord sviluppa essenzialmente i concetti di alienazione e reificazione, già centrali nelle riflessioni di Karl Marx, ma reinterpretati alla luce delle trasformazioni della società europea nel secondo dopoguerra. Lo sviluppo dell'economia nell'età contemporanea, con l'emergere dei nuovi fenomeni sociali del consumismo e della centralità dei mass media, avrebbe segnato infatti una nuova fase nella storia dell'oppressione della società capitalista: 

Ciò che aliena l'uomo, ciò che lo allontana dal libero sviluppo delle sue facoltà naturali non è più, come accadeva ai tempi di Marx, l'oppressione diretta del padrone e il feticismo delle merci, bensì è lo spettacolo, che Debord identifica come 
Una forma di assoggettamento psicologico totale, in cui ogni singolo individuo è isolato dagli altri e assiste nella più totale passività allo svilupparsi di 
Lo spettacolo, di cui i mass media sono solo una delle molte espressioni, è parte fondante della società contemporanea, e il responsabile della perdita da parte del singolo di ogni tipo di individualità, personalità, creatività umane: la passività e la contemplazione sono ciò che caratterizza l'attuale condizione umana. Ciò che rende lo spettacolo ingannevole e negativo è il fatto che esso rappresenta il dominio di una parte della società, l'economia, su ogni altro aspetto della società stessa; la mercificazione di ogni aspetto della vita quotidiana rompe quell'unità che caratterizza la condizione umana propriamente detta: 
Lo spettacolo si presenta in due forme:  diffuso, tipico delle società capitaliste (la pubblicità delle merci), e concentrato, proprio dei regimi burocratici (la propaganda). Nel 1988 Debord ritorna sull'argomento con i Commentari alla società dello spettacolo, sostenendo che nel frattempo lo spettacolare è divenuto integrale, ovvero è sia diffuso che concentrato, tale che nulla gli sfugge.
Spesso interpretato come sintesi del mondo mass-mediatico e dunque come anticipazione dell'era della televisione e dell'informazione di massa, il concetto debordiano di spettacolo era in verità una complessa rilettura delle tesi sulla contemplazione che il filosofo ungherese Lukács fece tra le pagine di Storia e coscienza di classe nel 1923, come frantumazione e separazione tra il soggetto e il mondo attorno, seppur poi Debord approfondisca il concetto parlando dello spettacolo come illusoria ricomposizione della società frammentata.
Proprio in risposta alla frammentazione e alla passività della società dello spettacolo, il programma dell'Internazionale Situazionista si propone di rivendicare l'autonomia dell'esperienza individuale attraverso la creazione di situazioni, momenti di aggregazione ed esperienza artistica e culturale grazie ai quali l'individuo possa ritrovare la sua condizione di soggetto attivo nella realtà. In questo senso l'approccio situazionista all'arte si richiama fortemente alle avanguardie del primo Novecento, in particolare al Dadaismo e al Surrealismo, nel loro provocatorio rifiuto dell'arte tradizionale.

### Glossario
Per capire appieno il pensiero critico (e a tratti criptico) di Debord, risulta utile conoscere alcuni concetti cardinali di cui egli si è servito per le sue analisi della modernità.
- Spettacolo. "Lo spettacolo non è un insieme di immagini, ma un rapporto sociale tra le persone, mediato dalle immagini".[17] Esso è la società stessa, per come si presenta: "Lo spettacolo è il capitale a un tale grado di accumulazione da divenire immagine".[13]
- Superamento dell'arte. Per Debord l'arte ha il compito di sottrarre l'esperienza al tempo per renderla eterna. L'arte si contrappone alla vita perché immobilizza e reifica, ostacolando la comunicazione diretta tra gli individui. Non può esistere un'arte situazionista ma un uso situazionista dell'arte: "L'arte nell'epoca della sua dissoluzione [...] è allo stesso tempo un'arte del cambiamento e l'espressione pura del cambiamento impossibile."[13]
- Psicogeografia. Studio degli effetti che l'ambiente geografico esercita sul comportamento umano. Strumento di analisi psicogeografica è la deriva, intesa come attraversamento di vari ambienti, senza meta e con interesse per gli incontri.[18]
- Situazione costruita. Un momento della vita, concretamente e deliberatamente costruito per mezzo dell'organizzazione collettiva di un ambiente unitario e di un gioco di avvenimenti. Lo scopo è la soddisfazione del desiderio, concretamente e senza sublimarsi nell'arte. La realizzazione del desiderio permette di fare chiarezza sugli istinti primitivi e di superarli.[19]
- Détournement. Ovvero la citazione, la ri-scrittura, la riappropriazione di un testo (semioticamente). Anche l'arte usa il détournement ma c'è una differenza. Mentre il détournement artistico conduce alla creazione di una nuova opera d'arte, quello situazionista, pur valendosi di suddette opere, conduce ad una negazione dell'arte, soprattutto per la connotazione di comunicazione immediata che contiene. Si tratta di decontestualizzare la provenienza e di inserirla in un nuovo insieme di significati che le attribuisca un nuovo valore.[20] Ad esempio, Debord apre La società dello spettacolo con un détournement dell'incipit del Capitale di Karl Marx: "Tutta la vita delle società moderne in cui predominano le condizioni attuali di produzione si presenta come un'immensa accumulazione di merci".[21]
- Terrorismo. La democrazia spettacolare non intende essere giudicata in base ai propri meriti ma in base ai propri nemici: "La storia del terrorismo è scritta dallo Stato; quindi è educativa"[22]. La democrazia, in quanto spettacolare integrato, ha bisogno del terrorismo, dando luogo così ad una perfezione fragile, che deve essere preservata, garantendo l'immutabilità delle scelte governative.
- "Deriva". La deriva come pratica psicologica di abbandono degli schemi[23].

## Critiche
Il collettivo di scrittori Luther Blissett, nel pamphlet Guy Debord è morto davvero, muove alcune critiche al filosofo:

## Opere

### Libri
- (FR)  Guy Debord, La Société du spectacle, Paris, Éditions Buchet-Chastel, 1967.
- (FR)  Guy Debord, La Société du spectacle, Paris, Éditions Champ Libre, 1971. (Versione online)
- (FR)  Guy Debord, La Société du spectacle, Paris, Éditions Gallimard, 1992.
- Guy Debord, La società dello spettacolo, Milano, Baldini Castoldi Dalai, 2001. (Versione online)
- Guy Debord, La società dello spettacolo, Bolsena (VT), Massari Editore, 2002. (Versione online Archiviato l'11 ottobre 2011 in Internet Archive.)
- [IT] Guy Debord, Rapporto sulla costruzione delle situazioni... Archiviato il 5 maggio 2019 in Internet Archive., Torino, Nautilus, 1989.
- [IT] Guy Debord, I Situazionisti e le nuove forme d'azione nella politica e nell'arte Archiviato il 5 maggio 2019 in Internet Archive.. Torino, Nautilus, 1993.
- Guy Debord, In girum imus nocte et consumimur igni, Milano, Mondadori, 1998.
- [IT] Guy Debord, Urla in favore di Sade. Scenografia Archiviato il 6 maggio 2019 in Internet Archive.. Torino, Nautilus, 1999.
- [IT] Guy Debord, Il Pianeta malato. Seguito da L'Ammazzafame Archiviato il 25 marzo 2018 in Internet Archive.. Torino, Nautilus, 2005.
- [IT] Guy Debord, Introduzione a una critica della geografia urbana Archiviato il 5 maggio 2019 in Internet Archive., Torino, Nautilus, 2013.
- Guy Debord, Commentari sulla società dello spettacolo, 1996, SugarCo, Milano
- Alice Becker-Ho e Guy Debord, Il gioco della guerra, 2019, Giometti&Antonello, Macerata

### Autobiografia, corrispondenza
- Guy Debord, Panegirico. Tomo primo e Tomo secondo, Roma, Castelvecchi, 2013.
- Guy Debord, Questa cattiva reputazione, Milano, Postmedia Books, 2014.
- Guy Debord, Correspondance, Vol. "0": séptembre 1951 - juillet 1957, Paris, Libraire Arthem Fayàrd, 2010.
- Guy Debord, Correspondance, Vol. 1: juin 1957 - aout 1960, Paris, Libraire Arthem Fayàrd, 1999.
- Guy Debord, Correspondance, Vol. 2: séptembre 1960 - décembre 1964, Paris, Libraire Arthem Fayàrd, 2001.
- Guy Debord, Correspondance, Vol. 3: janvier 1965 - décembre 1968, Paris, Libraire Arthem Fayàrd, 2003.
- Guy Debord, Correspondance, Vol. 4: janvier 1969 - séptembre 1972, Paris, Libraire Arthem Fayàrd, 2004.
- Guy Debord, Correspondance, Vol. 5: janvier 1973 - décembre 1978, Paris, Libraire Arthem Fayàrd, 2005.
- Guy Debord, Correspondance, Vol. 6: janvier 1979 - décembre 1987, Paris, Libraire Arthem Fayàrd, 2006.
- Guy Debord, Correspondance, Vol. 7: janvier 1988 - novembre 1994, Paris, Libraire Arthem Fayàrd, 2008.
- Guy Debord, Théorie de la dérive, in Les Lèvres nues, n. 9, Bruxelles, novembre 1956. Ripubblicato senza le due appendici in: Internationale Situationniste, n. 2, Paris, décembre 1958; trad. it.: Internazionale Situazionista, Nautilus, Torino.

## Filmografia
- Hurlements en faveur de Sade (Urla in favore di Sade) (1952)
- Sur le passage de quelques personnes à travers une assez courte unité de temps (Sul passaggio di alcune persone attraverso un'unità di tempo piuttosto breve), (1959, cortometraggio)
- Critique de la séparation (Critica della separazione), (1961, cortometraggio)
- La société du spectacle (La società dello spettacolo) (1973)
- Réfutation de tous les jugements, tant élogieux qu'hostiles, qui ont été jusqu'ici portés sur le film 'La société du spectacle' (Confutazione di tutti i giudizi, tanto elogiativi che ostili, che sono stati finora dati sul film «La società dello spettacolo») (1975, cortometraggio)
- In girum imus nocte et consumimur igni (1978)[25]